# طباعة مزدوجة
الطباعة المزدوجة هي خاصية من خواص طابعات الحاسوب والطابعات متعددة الوظائف، تتيح الطباعة التلقائية على ورقة ما على كلا وجهي الورقة في عملية طباعة واحدة ودون الحاجة لإعادة إدخال الورقة للطابعة على الوجه الآخر. ويمكن للطابعات الطباعة دون هذه الخاصية (فقط على جانب واحد من الورقة)، ويسمى هذا أحياناً بـ الطباعة البسيطة.